# Okres Košice III
Der Okres Košice III ist eine Verwaltungseinheit in der Ostslowakei mit 30.349 Einwohnern (2004) und einer Fläche von 18 km².
Er umfasst folgende 2 Ortsteile von Košice:
- Dargovských hrdinov
- Košická Nová Ves (Neudorf)

## Bevölkerung
| Jahr                | 1994   | 2004    | 2014    | 2024    |
| ------------------- | ------ | ------- | ------- | ------- |
| Anzahl der Personen | 31.979 | 30.349  | 29.414  | 27.336  |
| Unterschied         |        | −5,09 % | −3,08 % | −7,06 % |

| Jahr                | 2023   | 2024    |
| ------------------- | ------ | ------- |
| Anzahl der Personen | 27.551 | 27.336  |
| Unterschied         |        | −0,78 % |

## Kultur
In dem Artikel Denkmalgeschützte Objekte im Okres Košice III findet man Informationen über die vom slowakischen Denkmalamt geschützten Objekte im Okres.